# 吉洛克島
70°26′S 71°52′E / 70.433°S 71.867°E
吉洛克島（英語：Gillock Island）是南極洲的島嶼，位於阿梅里冰架東部，長37公里、寬3.7至11.1公里，島上無人居住，以美國海軍的上尉命名，現時由南極條約體系管理。